# Ревущие сороковые
Ревущие сороковые (англ. Roaring Forties) — название, данное моряками океаническому пространству между 40° и 50° широты в Южном полушарии Земли, где дуют сильные и устойчивые западные ветры, вызывающие частые штормы.
«… Флотилия прошла ревущие сороковые и неистовые пятидесятые широты и в ноябре начались промысловые будни. …»
Из-за отсутствия замедляющих континентальных масс ветры особенно сильны в южной области Индийского океана. По широтам Ревущих сороковых Землю опоясывает Антарктическое циркумполярное течение.
Ветры Ревущих сороковых играли важную роль в «маршруте клипера». Ветры, возможно, были впервые определены голландским моряком Хендриком Браувером в 1611 году как способ быстрого перемещения через Индийский океан к Батавии (Голландская Ост-Индская компания) и стали использоваться в маршруте Браувера, названном в его честь.